# Aulonothroscus argentinus
Aulonothroscus argentinus là một loài bọ cánh cứng trong họ Throscidae. Loài này được Pic miêu tả khoa học năm 1916.